# Yves de Chartres
Yves de Chartres, född omkring 1040, död 1117, var biskop av Chartres 1090 till sin död, en central kyrkoman och kanonist under investiturstriden. Han är helgon i Katolska kyrkan, med festdag 20 maj.
Yves studerade först i Paris och sedan för Lanfranc vid ett kloster i Normandie, där han skall ha träffat Anselm av Canterbury. På biskopens begäran blev han 1080 prior över prästerna i St-Quentin i Beauvais. Tio år senare blev han biskop av Chartres, och var under sin ämbetstid en motståndare till simonin.
I egenskap av biskop och kanonist bestred han kung Filip I:s förskjutning av sin hustru Bertha av Holland 1092 i dennes avsikt att gifta sig med Bertrade av Anjou. För den skull fick Yves avtjäna ett kortare fängelsestraff.
Yves färdigställde två uttömmande verk i kanonisk rätt, Decretum och Panormia (omkring 1094). En del av de tankar han framlägger där togs med i Wormskonkordatet 1122. Därtill var han en flitig brevskrivare.